# Teinobasis fulgens
Teinobasis fulgens là một loài chuồn chuồn kim trong họ Coenagrionidae.
Teinobasis fulgens được Lieftinck miêu tả khoa học năm 1949.